# ホウダ・ミレド
ホウダ・ミレド（ラテン語: Houda Miled、1987年2月8日 - ）はチュニジアのケルアン出身の女子柔道家。身長171cm。

## 来歴
2008年北京オリンピック78kg級では初戦で敗れた。2009年の世界選手権70kg級では3位になった。2012年ロンドンオリンピックでは初戦で敗れた。2016年のリオデジャネイロオリンピックでも初戦で敗れた。

## 主な戦績
78kg級での戦績
- 2005年 - アフリカ選手権　優勝
- 2005年 - フランス語圏競技大会　3位
- 2006年 - アフリカ選手権　優勝
- 2006年 - 世界ジュニア　3位
- 2007年 - アフリカ競技大会　優勝
- 2007年 - 世界選手権　7位
- 2008年 - アフリカ選手権　優勝
- 2009年 - アフリカ選手権　3位
- 2009年 - 地中海競技大会　2位

70kg級での戦績
- 2009年 - 世界選手権　3位
- 2009年 - フランス語圏競技大会　2位
- 2009年 - グランプリ・アブダビ　3位
- 2010年 - アフリカ選手権　優勝
- 2010年 - グランプリ・チュニス　3位
- 2011年 - アフリカ選手権　優勝
- 2011年 - アフリカ競技大会　優勝
- 2011年 - パンアラブ競技大会　2位
- 2012年 - ワールドカップ・ソフィア　優勝
- 2012年 - アフリカ選手権　優勝
- 2013年 - アフリカ選手権　3位
- 2015年 - アフリカ選手権　優勝

(出典、JudoInside.com)。